# Pileč
Pileč (polsky Pilcz, německy Piltsch) je vesnice v polském okrese Kladsko (Powiat Kłodzki) v Dolnoslezském vojvodství.  
Od roku 1937 je součástí Rengersdorfu, který byl později v roce 1945 po začlenění do Polska přejmenován na Krosnowice, s nímž dnes patří k vesnické gmině Kladsko. Od jejího sídla, města Kladska, se nachází pět kilometrů jižním směrem. 

## Geografická poloha
Pileč leží na skalnatém vršku v údolí Kladské Nisy, do kterého vtéká potok Bílá Ladečka.  
Sousední obce jsou: na severu Pawlowa (Quergasse), na severovýchodě Jaszkowa Dolna, na jihu Krosnowice a na severozápadě Stary Wielisław Dolny (Niederaltwilmsdorf).
Západním směrem se vypíná 400 metrů vysoký vrch Polana. 

## Dějiny obce
Pileč patřila do majetku české královské komory a poprvé je zmíňována v dokumentech z roku 1331 jako „Pilncze“. Byla jednou z nejstarších vesnic v Kladském hrabství, s nímž měla společnou historii politické a církevní příslušnosti. Pozdější názvy byly Polcz(e) (v roce 1349), Piltsch (1489) a Pöltsch (1623).
Na kopci údajně stála pevnost, jež měla být zničena Poláky v ozbrojeném střetu mezi Čechy a Polskem o nadvládu nad Slezskem. Spor byl urovnán v roce 1137 letničním mírem v Kladsku. Až do novověku tomuto kopci místní říkali Schlossberg (Zámecký vrch). 
Místní obyvatelé za svou dědičnou povinnost hlídat Kladský hrad, požívali za to některých výsad. V roce 1331 potvrdil český král Jan Lucemburský jejich práva a svobody a povinnost po celý rok hlídat hrad. K výsadám patřila mimo jiné těžba dřeva v královském lese a svoboda beztrestně vstupovat do města Kladska vyzbrojeni mečem. Kladský purkrabí byl povinen dát strážným každoročně dva kusy šedého sukna na oděv. 30. prosince 1409 král Václav IV. výsady a svobody opět potvrdil v listině sepsané v Kladsku a zároveň nařídil, aby strážci dostali každou noc velký džbánek piva a osm malých chlebů. V roce 1436 je potvrdil král Zikmund, v roce 1489 ze své moci kladského hraběte také vévoda Jindřich I. Minsterberský. Ten také povolil místním podávat pivo při svěcení kostela v Krosnowicích. 
V polovině 16. století byli obyvatelé Pilče osvobozeni od strážní služby na hradě, místo toho ovšem museli každých šest měsíců platit královskému úřadu tzv. strážní poplatek. Kromě toho byla omezena volná těžba dřeva z královských lesů. 
V době třicetileté války byla v říjnu 1646 Pileč vypálena švédskými jednotkami. Při morové epidemii v roce 1680 zemřelo několik lidí. 
Po slezských válkách uzavřením Hubertusburského míru v roce 1763 se Pileč v rámci Kladského hrabství stala součástí Pruska. V roce 1799 je zdokumentováno osm usedlostí, zahrad a tři hospodářství. Počet obyvatel byl 92. 
Po reorganizaci Pruska patřila Pileč od roku 1815 k zemské provincii Slezsko a v letech 1816–1945 byla součástí okresu Glatz. Od 28. února 1874 spadala obec Pileč pod okres Rengersdorf.  
V roce 1925 zde žilo 94 obyvatel. K 1. dubnu 1937 byla venkovská obec Pileč začleněna do obce Rengersdorf. Po skončení druhé světové války v roce 1945 připadla Polsku a byla přejmenována na Pilcz. 